# 007 Golden Eye
007 Golden Eye é uma fonte tipográfica baseada no filme 007 Contra Golden Eye.